# Чертіж (Хустський район)
Черті́ж — село в Хустській міській громаді у Закарпатській області в Україні. Населення становить 1517 осіб (станом на 2001 рік).
На початку XX ст. було відоме своїми винницями.

## Географія
Село Чертіж лежить на захід від районного центру, фізична відстань до Києва — 567,2 км.
| Клімат Чертіжа          | Клімат Чертіжа | Клімат Чертіжа | Клімат Чертіжа | Клімат Чертіжа | Клімат Чертіжа | Клімат Чертіжа | Клімат Чертіжа | Клімат Чертіжа | Клімат Чертіжа | Клімат Чертіжа | Клімат Чертіжа | Клімат Чертіжа | Клімат Чертіжа |
| Показник                | Січ.           | Лют.           | Бер.           | Квіт.          | Трав.          | Черв.          | Лип.           | Серп.          | Вер.           | Жовт.          | Лист.          | Груд.          | Рік            |
| Середній максимум, °C   | 0,2            | 2,5            | 8,4            | 15,0           | 20,2           | 23,1           | 24,8           | 24,4           | 20,5           | 14,8           | 7,4            | 2,3            | 13,6           |
| Середня температура, °C | −3,1           | −1             | 3,9            | 9,6            | 14,5           | 17,6           | 19,1           | 18,6           | 15,0           | 9,6            | 4,0            | −0,5           | 8,9            |
| Середній мінімум, °C    | −6,4           | −4,4           | −0,5           | 4,3            | 8,9            | 12,1           | 13,5           | 12,9           | 9,5            | 4,5            | 0,7            | −3,2           | 4,3            |
| Норма опадів, мм        | 48             | 41             | 42             | 52             | 76             | 96             | 83             | 74             | 49             | 45             | 53             | 62             | 721            |
| ----------------------- | -------------- | -------------- | -------------- | -------------- | -------------- | -------------- | -------------- | -------------- | -------------- | -------------- | -------------- | -------------- | -------------- |
| Джерело:                |                |                |                |                |                |                |                |                |                |                |                |                |                |

## Населення
За даними перепису населення 2001 року у селі проживали 1517 осіб. Рідною мовою назвали:
| Мова       | Кількість осіб | Відсоток |
| ---------- | -------------- | -------- |
| українська | 1468           | 96,77 %  |
| русинська  | 1              | 0,07 %   |
| російська  | 26             | 1,71 %   |
| угорська   | 17             | 1,12 %   |
| молдовська | 3              | 0,20 %   |
| польська   | 1              | 0,07 %   |
| інші       | 2              | 0,13 %   |

## Персоналії
Свої дитячі роки в селі провів Георгій Геровський (1886—1959) — український етнограф та лінгвіст.

## Туристичні місця
- водоспад Нірешський
- скелі Товста гора